# Zamek Hochosterwitz
Zamek Hochosterwitz (niem. Burg Hochosterwitz, słoweń. Grad Ostrovica) – zamek w Austrii, uważany za jeden z najbardziej imponujących średniowiecznych zamków. Znajduje się na 175-metrowej dolomitowej skale niedaleko miejscowości St. Georgen am Längsee, na wschód od miasta Sankt Veit an der Glan w Karyntii. Strategiczne położenie zamku pozwala obserwatorowi zachować pełną kontrolę nad doliną. Widoczność z wieży zamku w pogodne dni sięga około 30 km.
Charakterystyczną cechą architektoniczną fortyfikacji jest 620-metrowa droga, prowadząca przez 14. bram obronnych. Dzięki takiemu zabezpieczeniu drogi do zamku, twierdza Hochosterwitz nigdy nie została zdobyta. Istnieje alternatywna droga, tzw. "ścieżka głupców" (Narrensteig) prowadząca poprzez strome zbocza, jednak została ona zamknięta dla zwiedzających ze względu na zbyt duże zagrożenie upadkiem z urwiska.
1 sierpnia 1994 r. zamek zgłoszony został jako kandydat do wpisania na listę światowego dziedzictwa UNESCO.

## Bramy zamku
Kolejne bramy na drodze do zamku mają nazwy własne:
- Fähnrich (1575)
- Wächter (1577)
- Nau (1578)
- Engels (1577)
- Löwen (1577)
- Mann (1578)
- Khevenhüller (1582)
- Landschafts (1570)
- Reiser
- Waffen
- Mauer (1575)
- Brücken
- Kirchen (1579)
- Kulmer (1575)

### Brama „Fähnrich”
Na zewnętrznej stronie bramy namalowane są postacie landsknechtów w strojach z XVI wieku, trzymających flagi. Z lewej strony widnieje flaga w czerwono-białych kolorach, nawiązująca do symboli państwowych, natomiast z prawej strony żołnierz trzyma flagę w barwach żółto-czarno, które są w godle rodziny Khevenhüller.
Pierwsza brama ma strategiczną lokalizację: po prawej stronie znajduje się strome i niedostępne zbocze, po lewej jest masywna, kamienna ściana. Ponadto posiada specjalne pomieszczenie na broń oraz przystosowane otwory strzelnicze. Przejazd rozwierany jest do środka. Główne wrota są wzmocnione stalowymi elementami oraz dużą kołatką z brązu w postaci baraniej głowy. Budowa bramy została ostatecznie ukończona w roku 1580.

### Brama „Wächter”
Do drugiej bramy prowadzi wąska ścieżka. Podobnie jak przy pierwszej bramie: po lewej stronie jest masywny mur, natomiast z lewej znajduje się przepaść w postaci bardzo stromego zbocza.
W bramie zbudowano wąskie otwory okienne, które podczas oblężenia mogły być dodatkowo zamykane wzmocnionymi, żelaznymi okiennicami. Brama posiada dodatkowe wyjście na pobliską skalistą półkę, skąd można było zaopatrzyć obstawę bramy w kamienny tłuczeń, który to materiał mógł być wykorzystany jako amunicja do miotania przeciwko atakującym jednostkom wroga. 
Marmurowy portal bramy był bogato zdobiony mosiężnymi okuciami, które przedstawiają zwierzęta oraz zdobione pierścienie. Dodatkowym wzmocnieniem były stalowe wstęgi. Obecnie elementy zdobiące zostały przeniesione do muzeum w zamku. Dach bramy zbudowany jest z niepalnego kamienia. Budowę ukończono w 1577 r.

### Brama „Nau” (1578)
Nazwa bramy pochodzi od małych niemieckich statków, ponieważ patrząc na nią z pewnej odległości można dostrzec podobieństwo trzeciej bramy do płynącego statku na skraju otchłani. Ścieżka do "Nau" jest równie wąska jak do bramy drugiej.

### Brama „Brücken”
Brama ma mechaniczną wciągarkę do opuszczania zwodzonych wrót.

## Fotografie

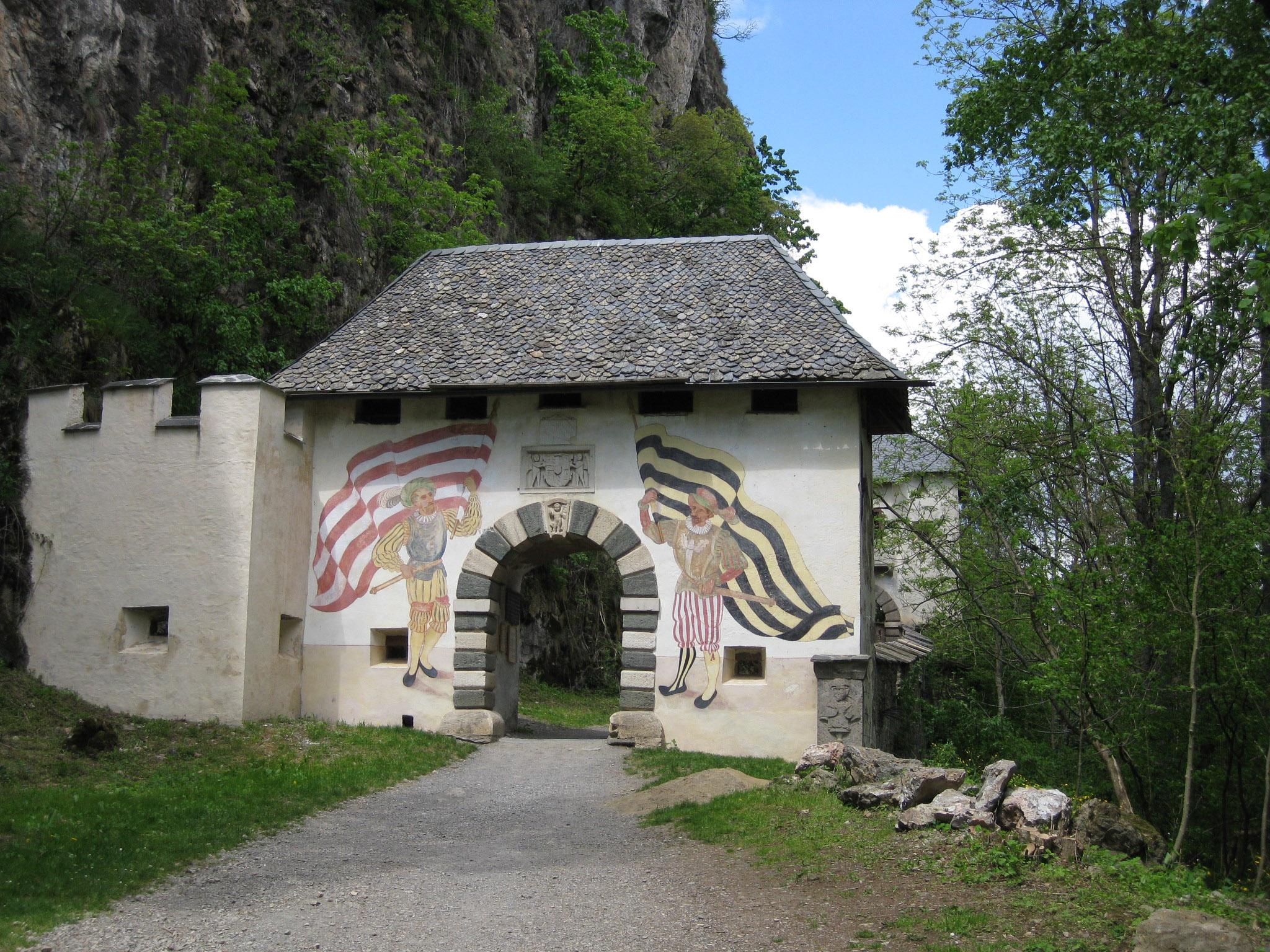
1. brama Fähnrich
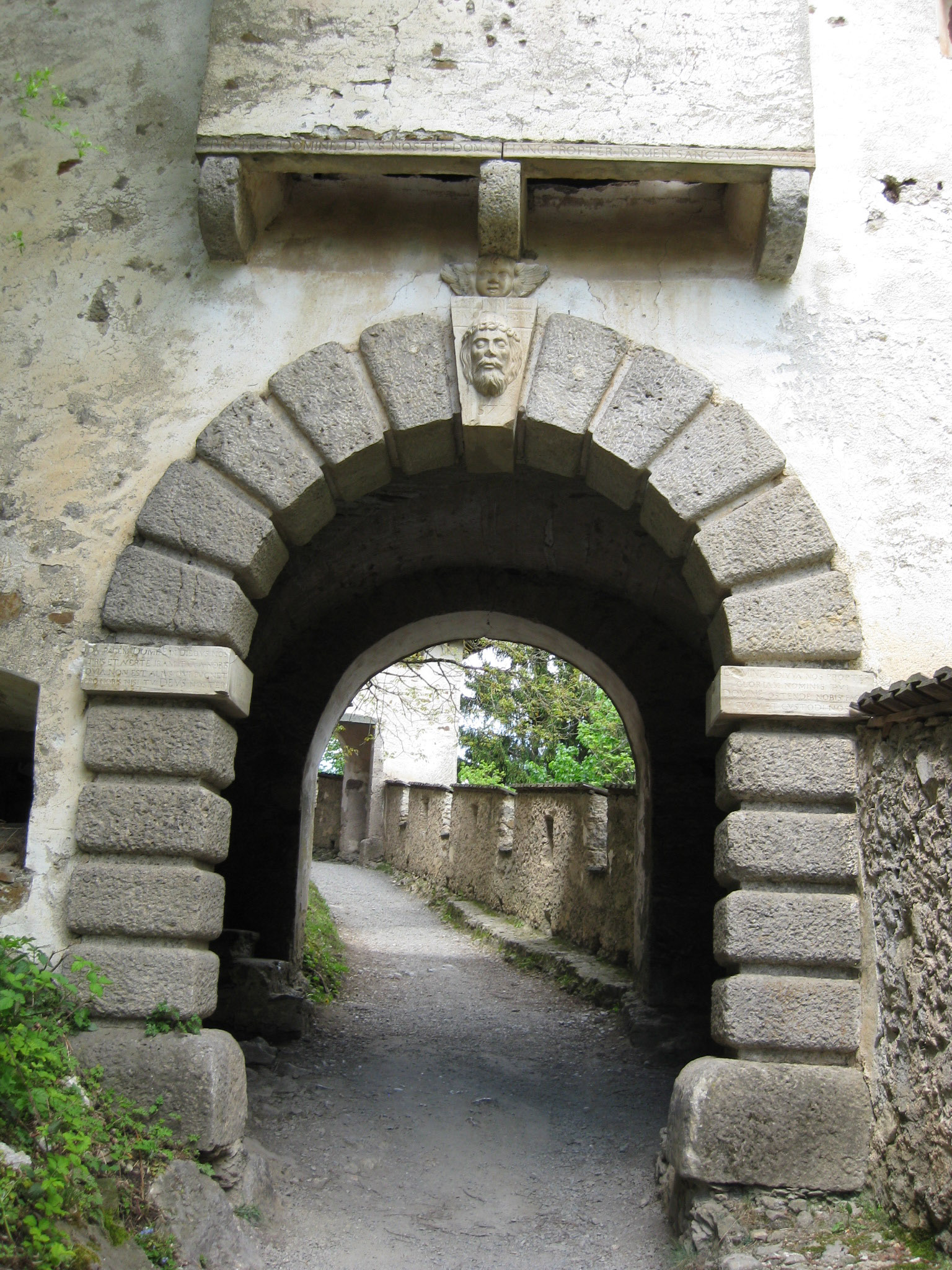
2. brama Wächter
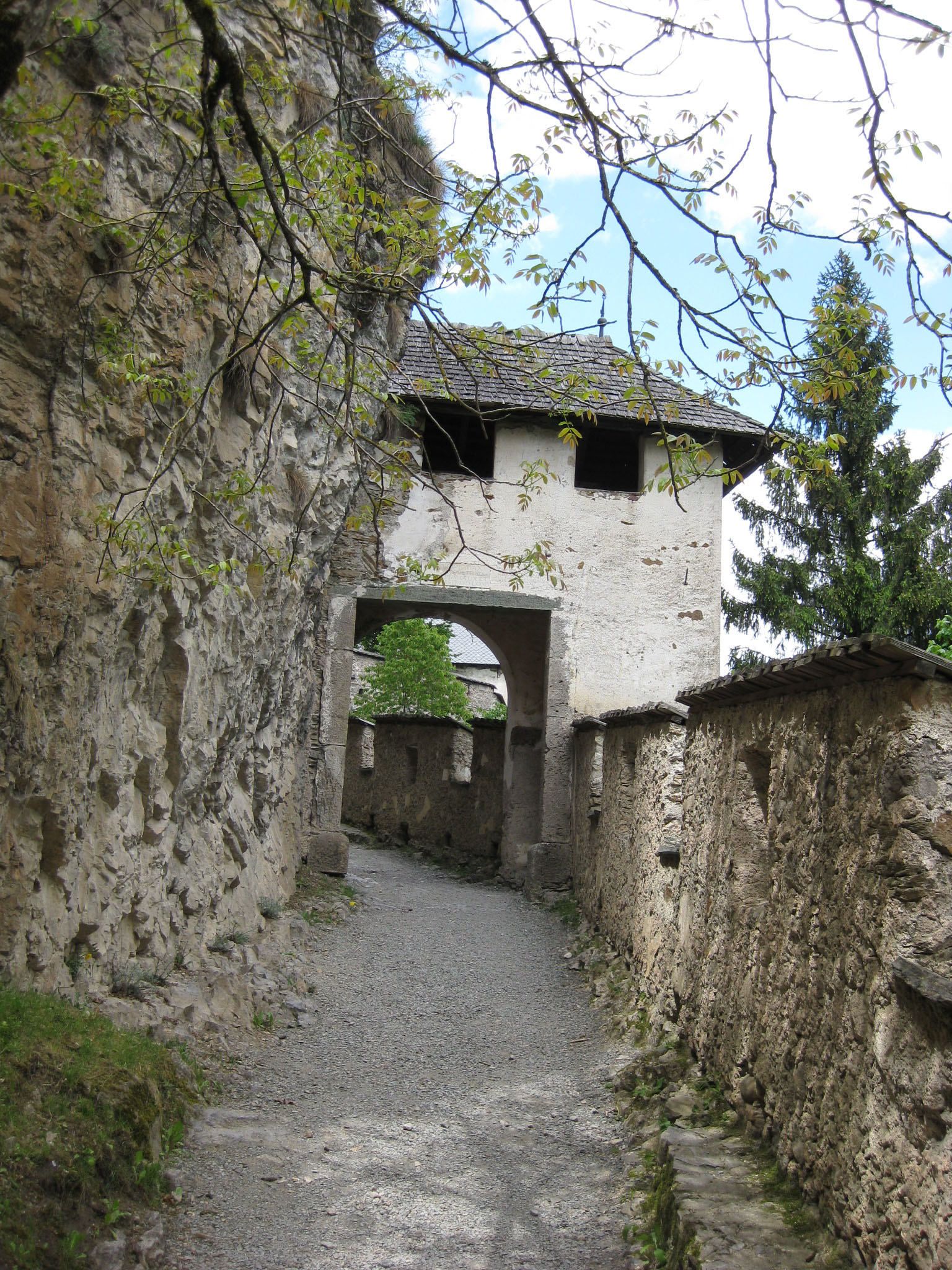
3. brama Nau
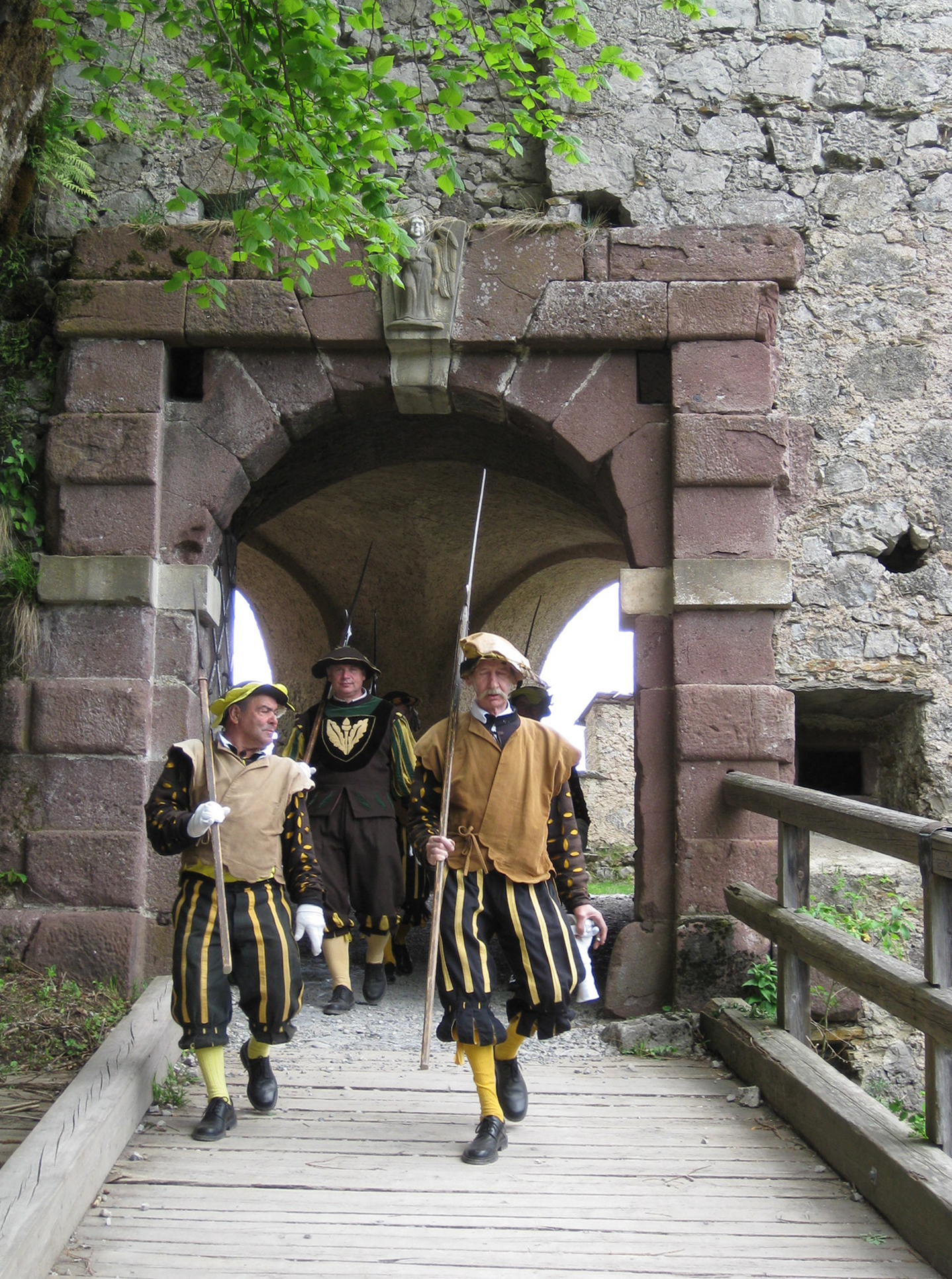
4. brama Engels
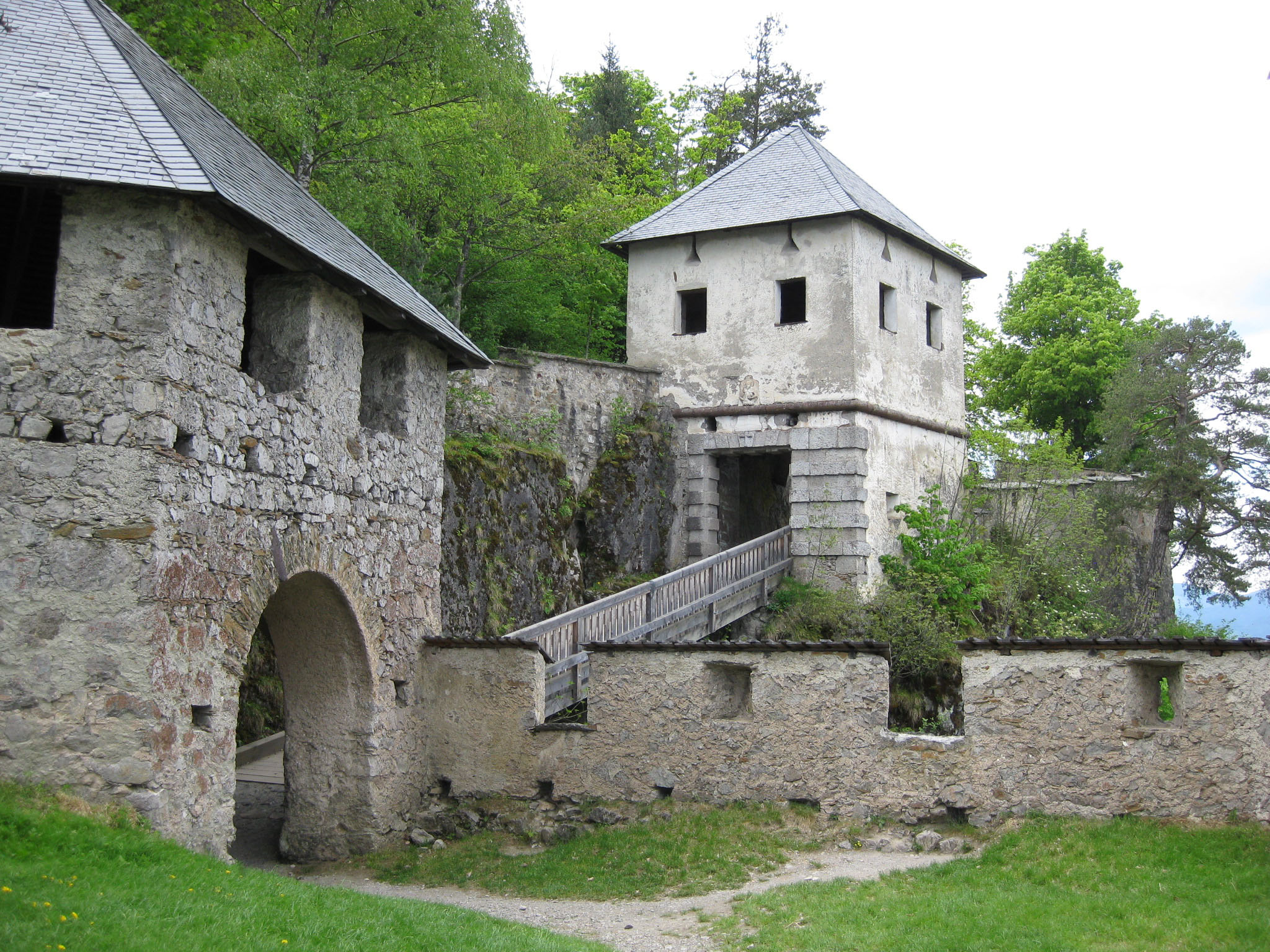
5. brama Löwen
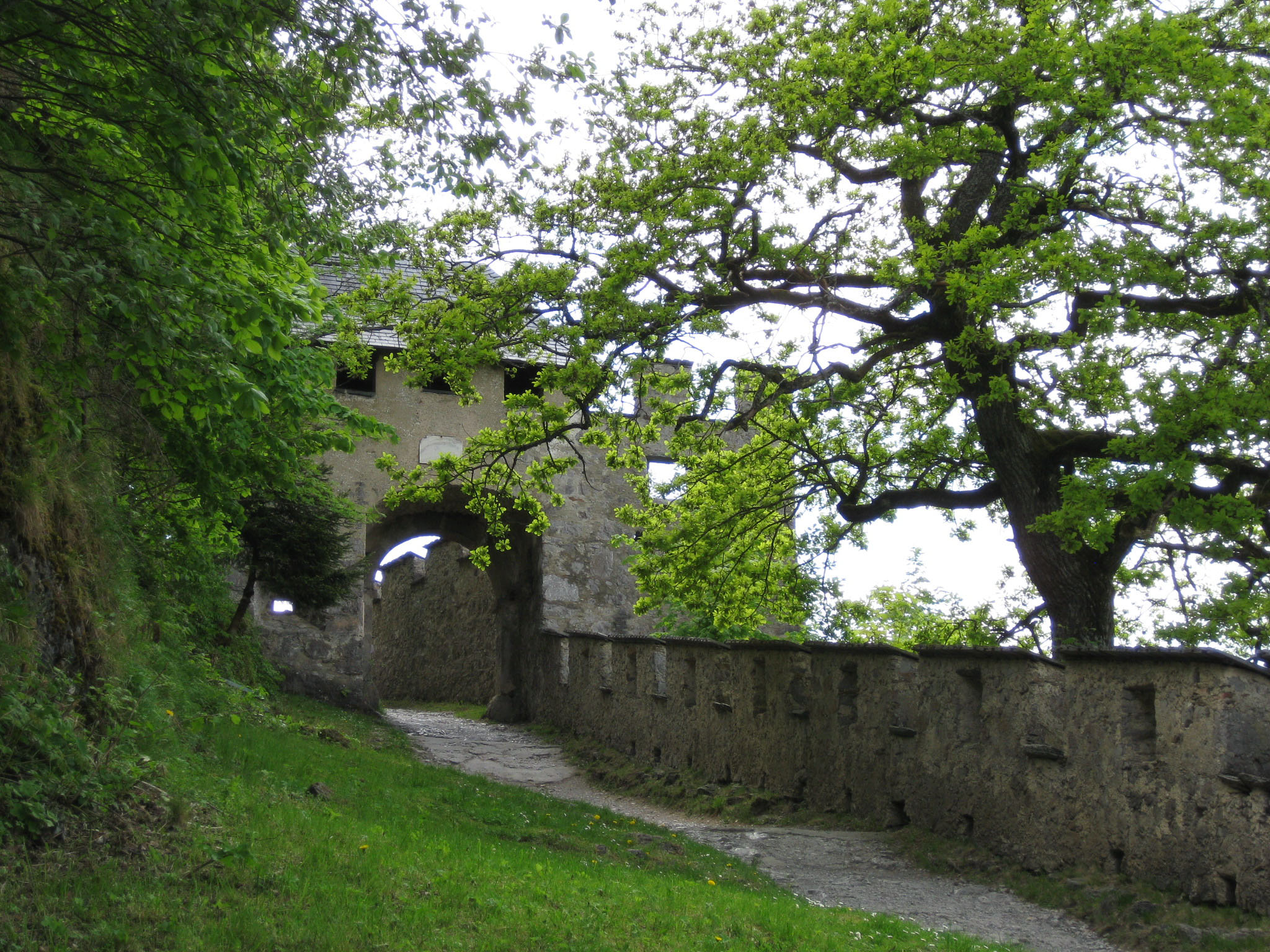
6. brama Mann
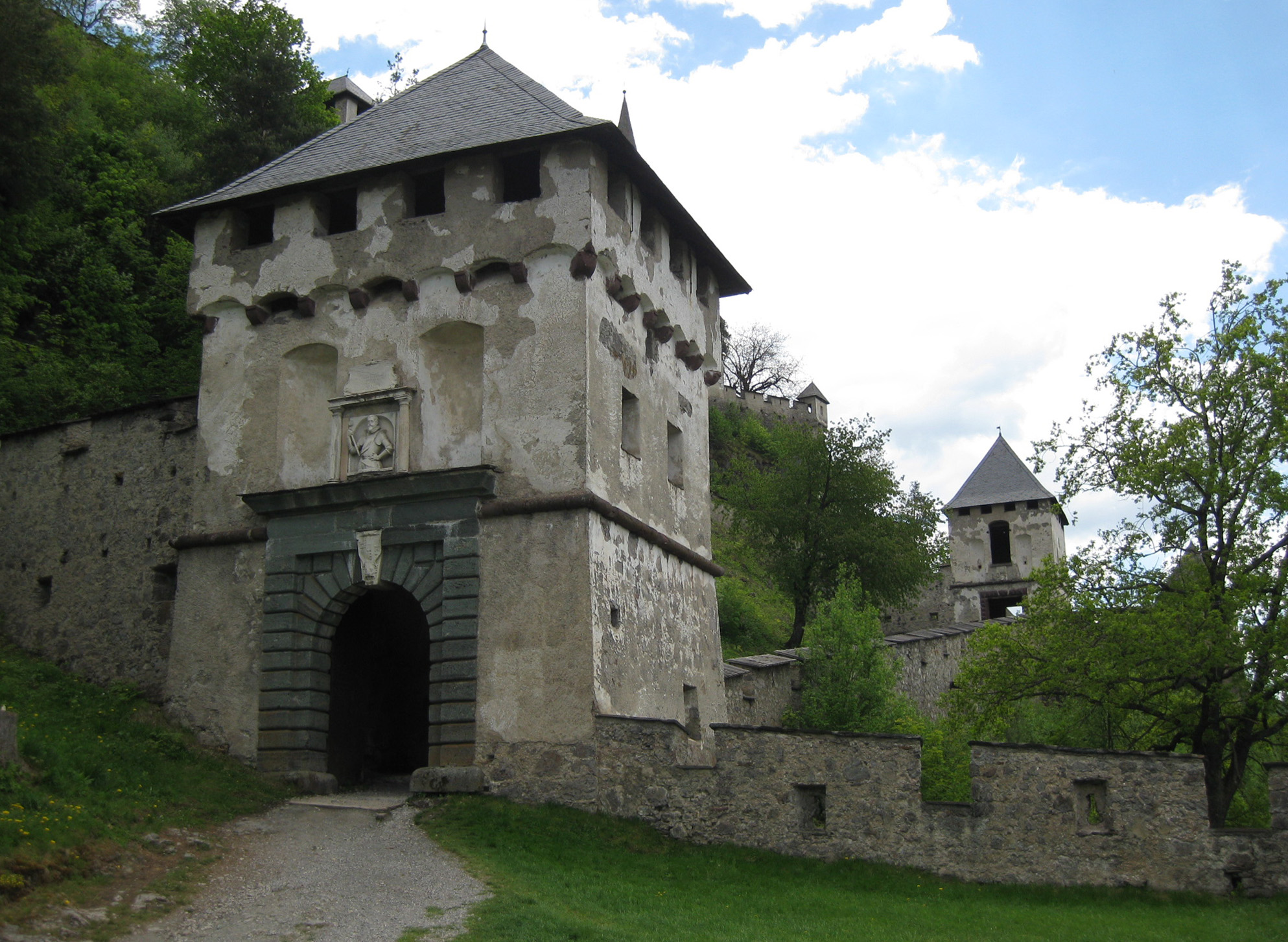
7. brama Khevenhüller
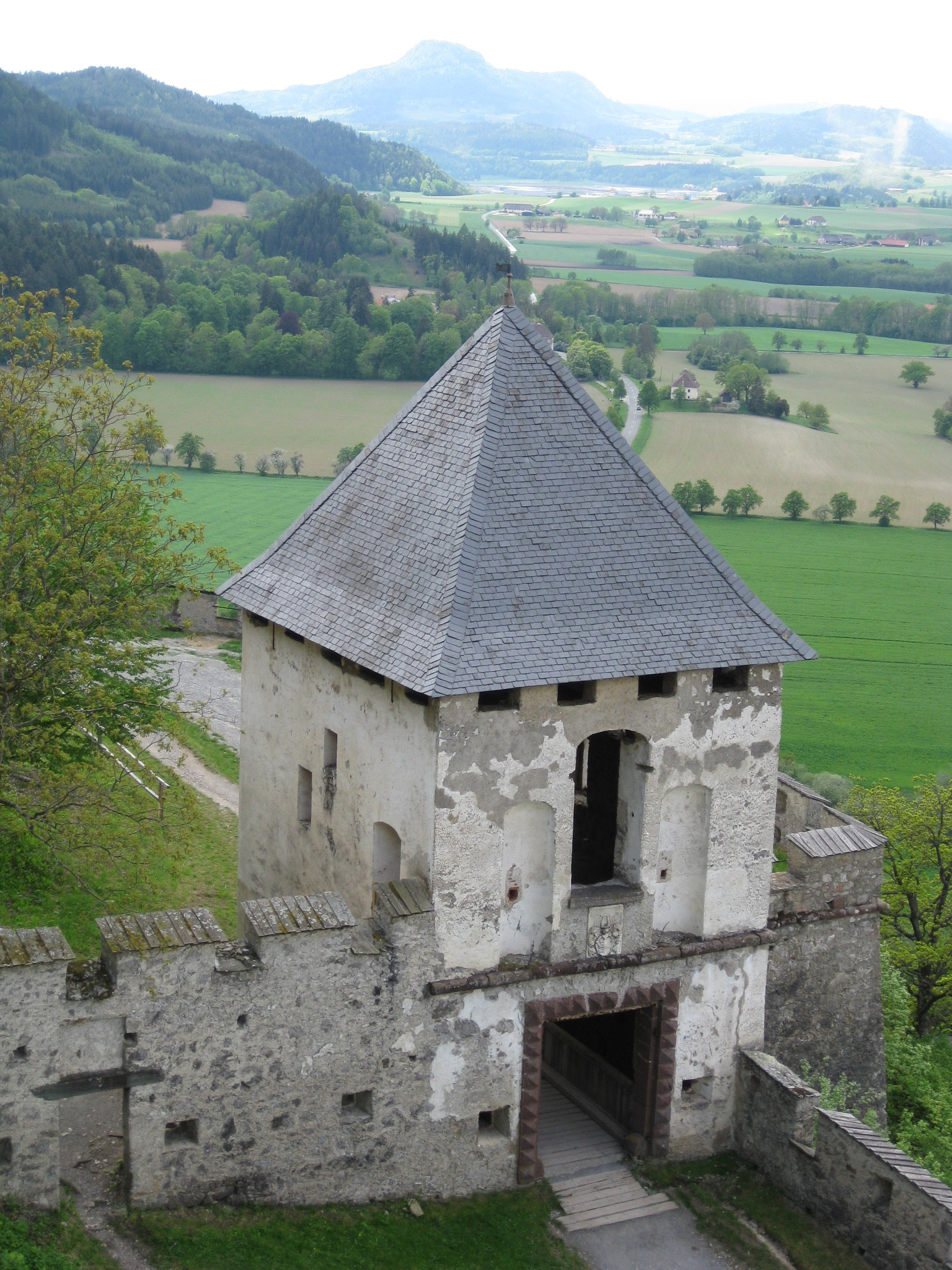
8. brama Landschafts
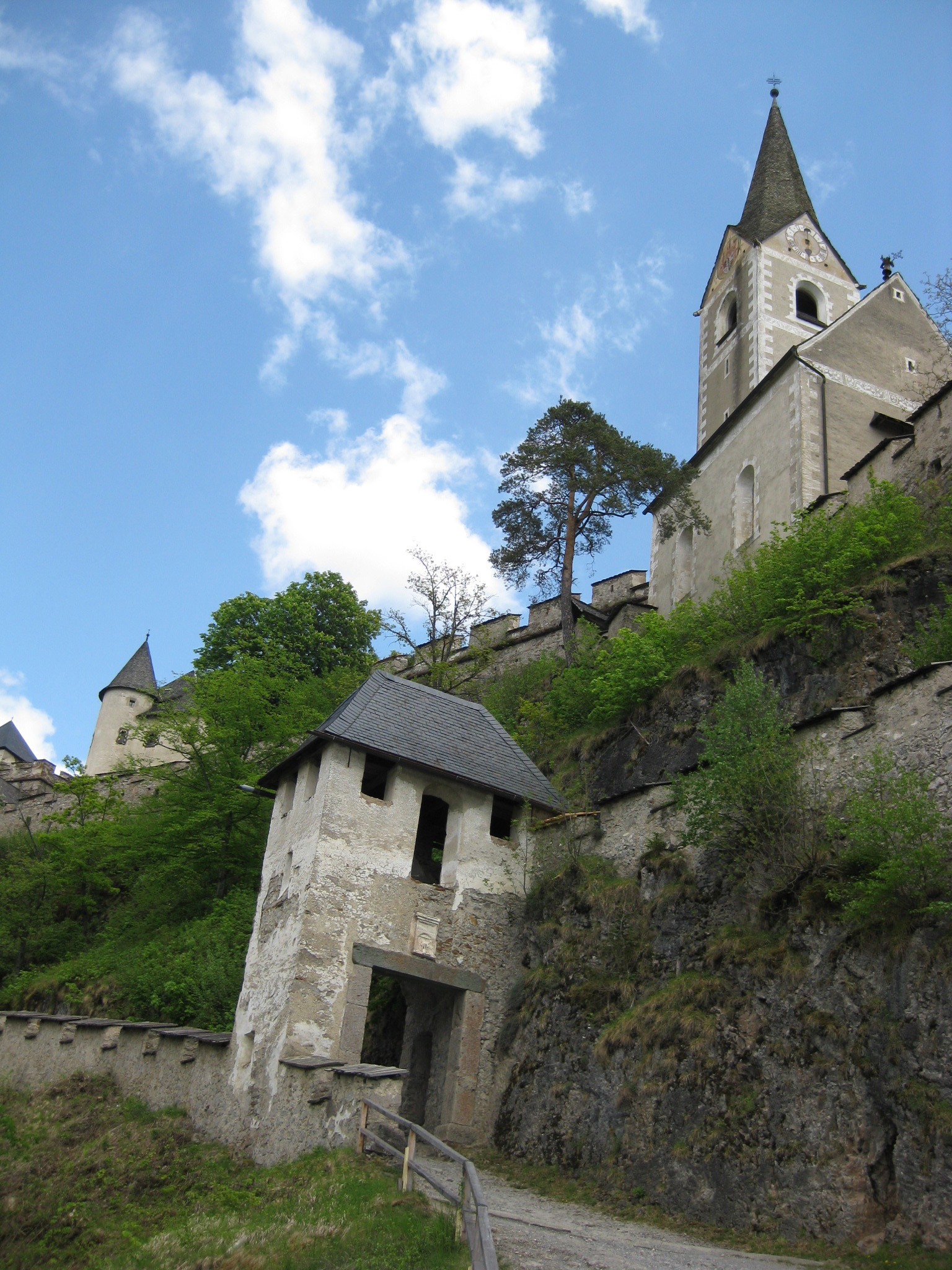
9. brama Reiser
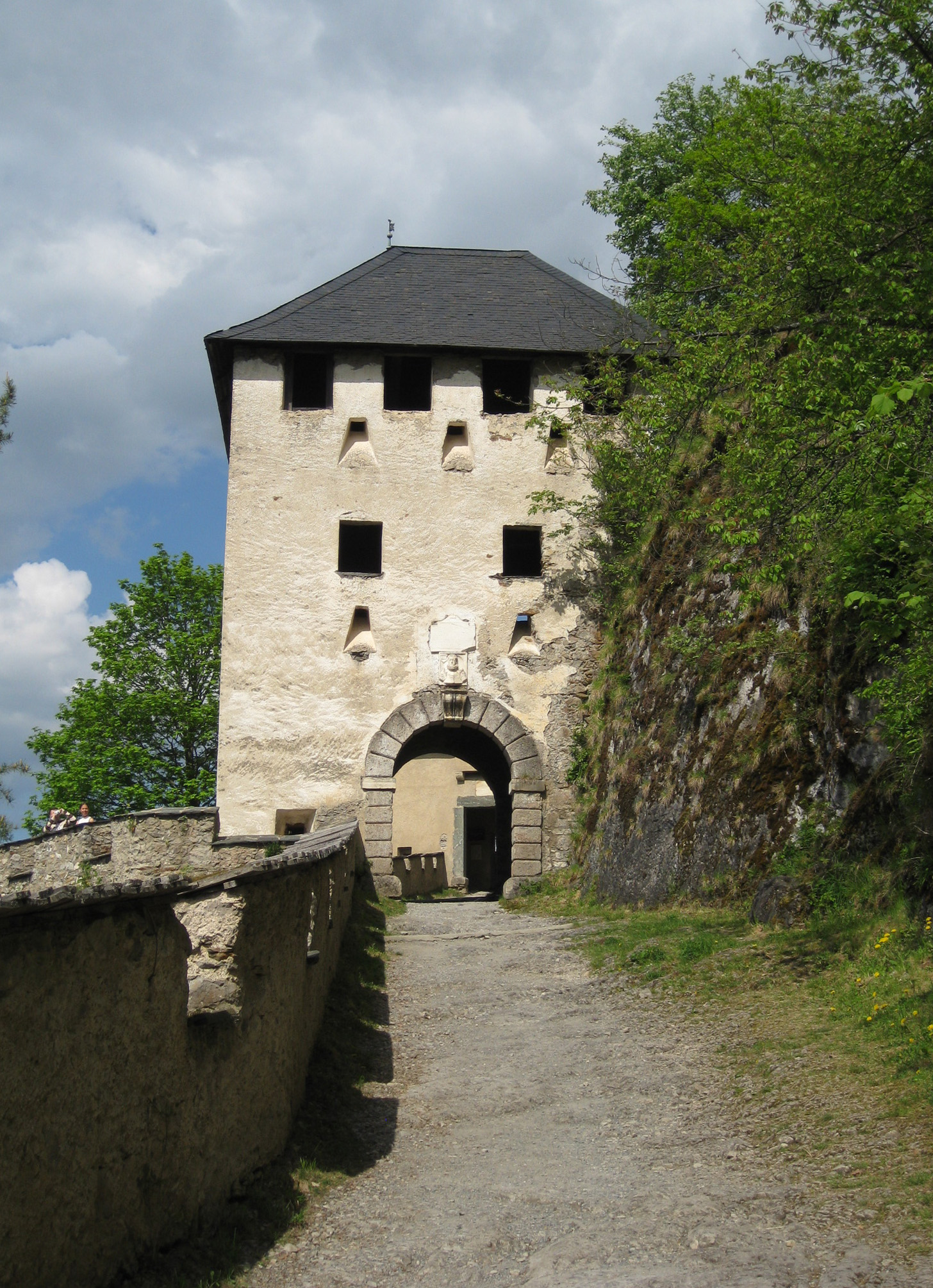
10. brama Waffen
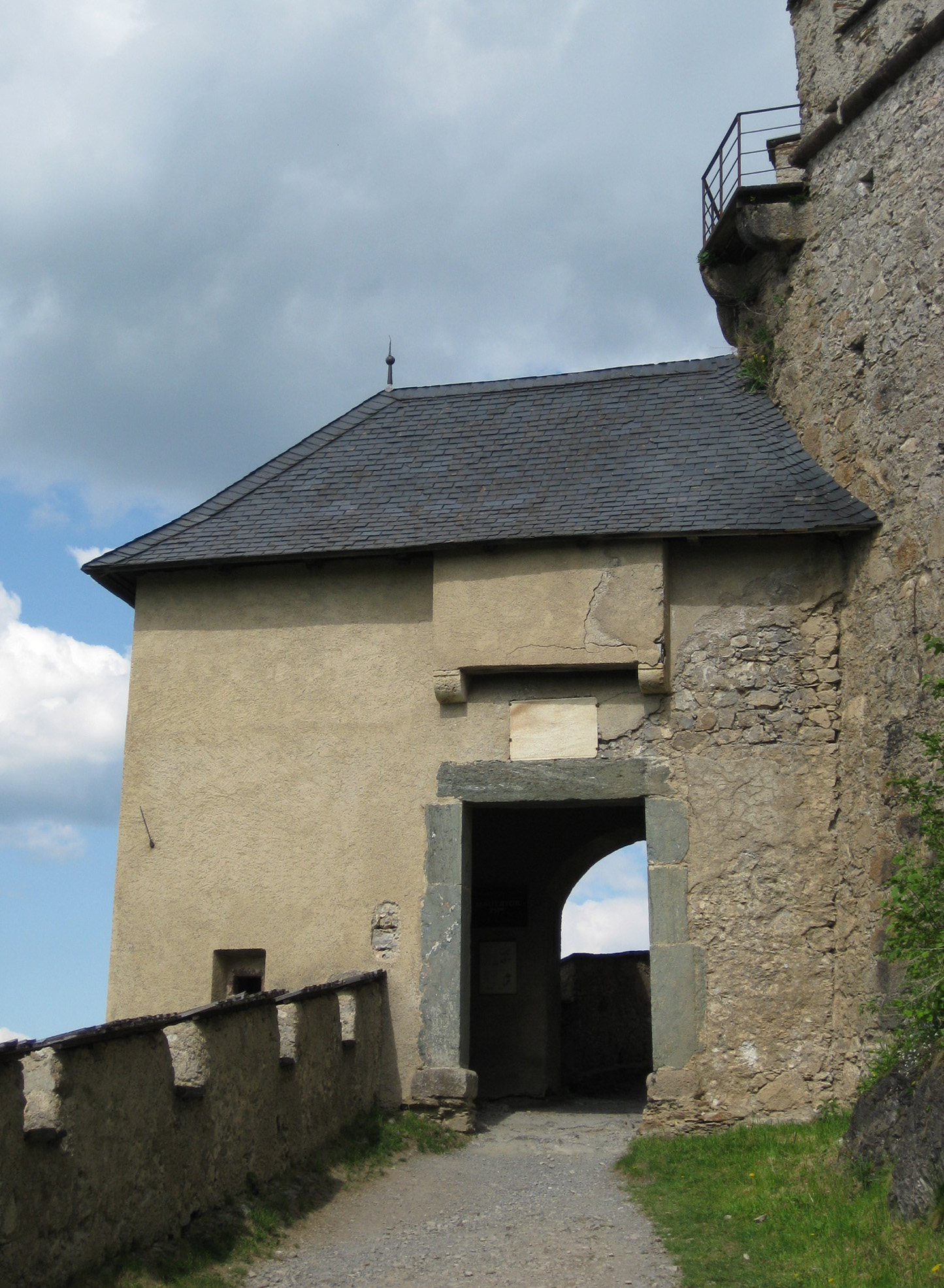
11. brama Mauer
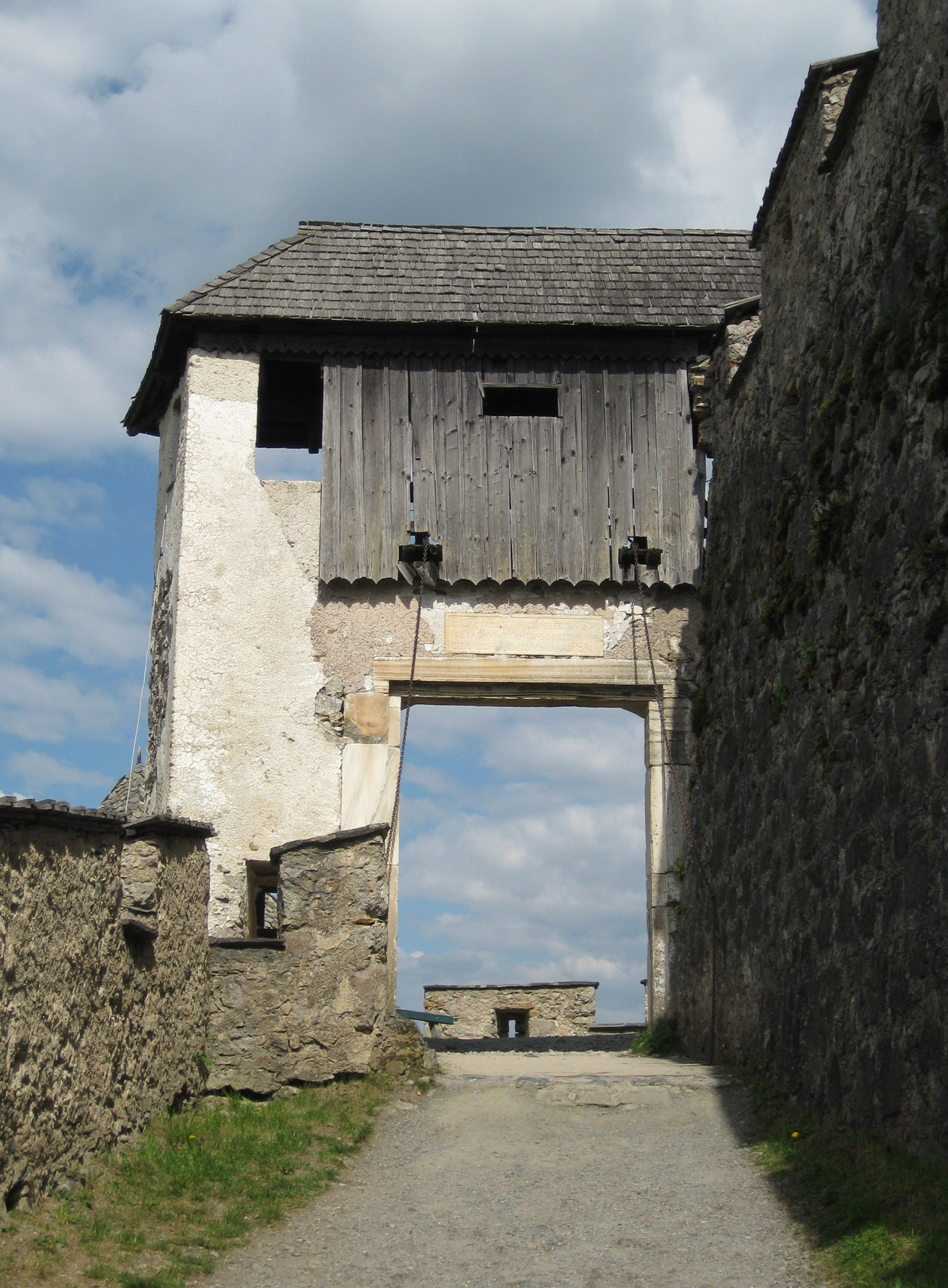
12. brama Brücken
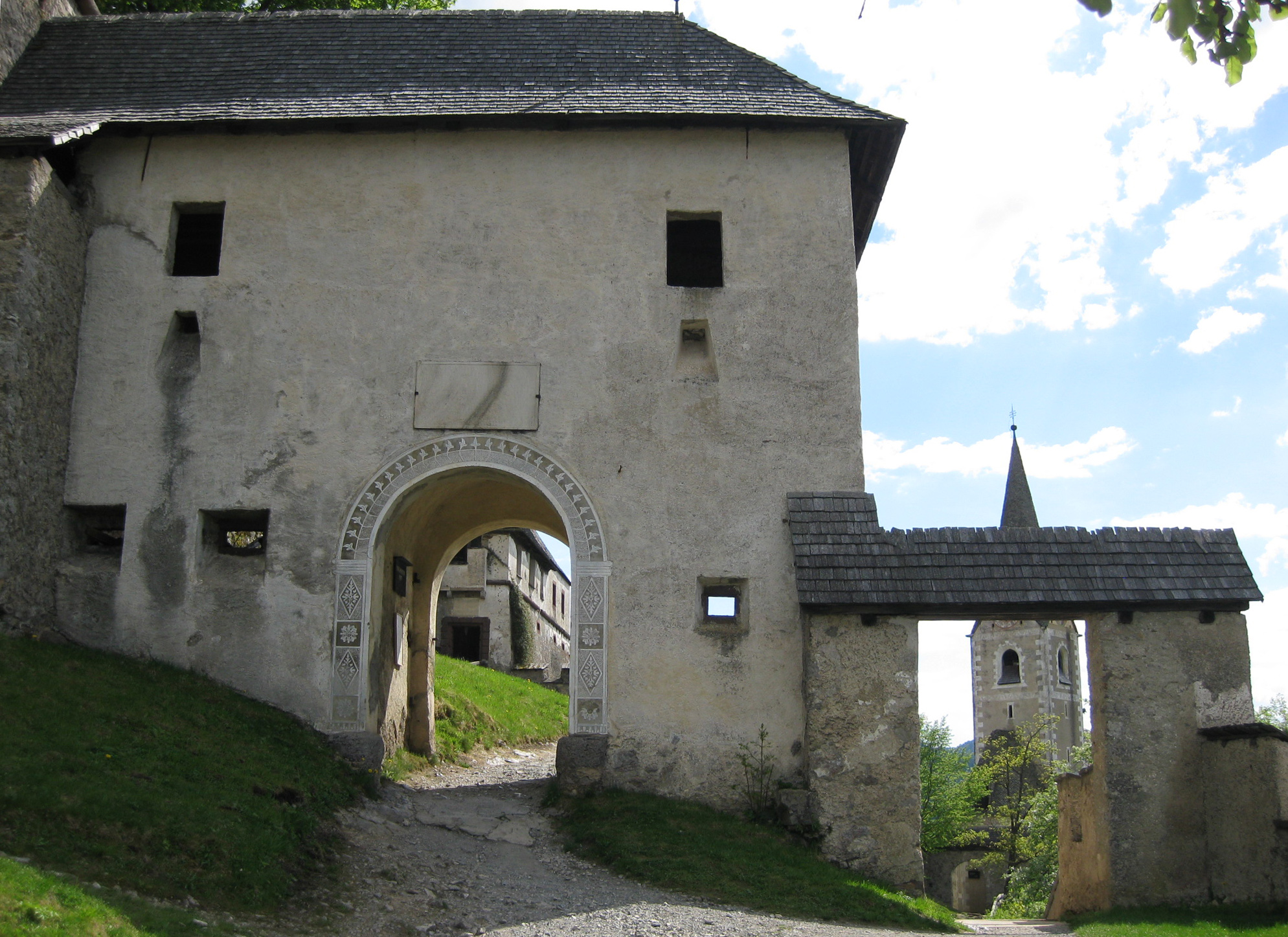
13. brama Kirchen
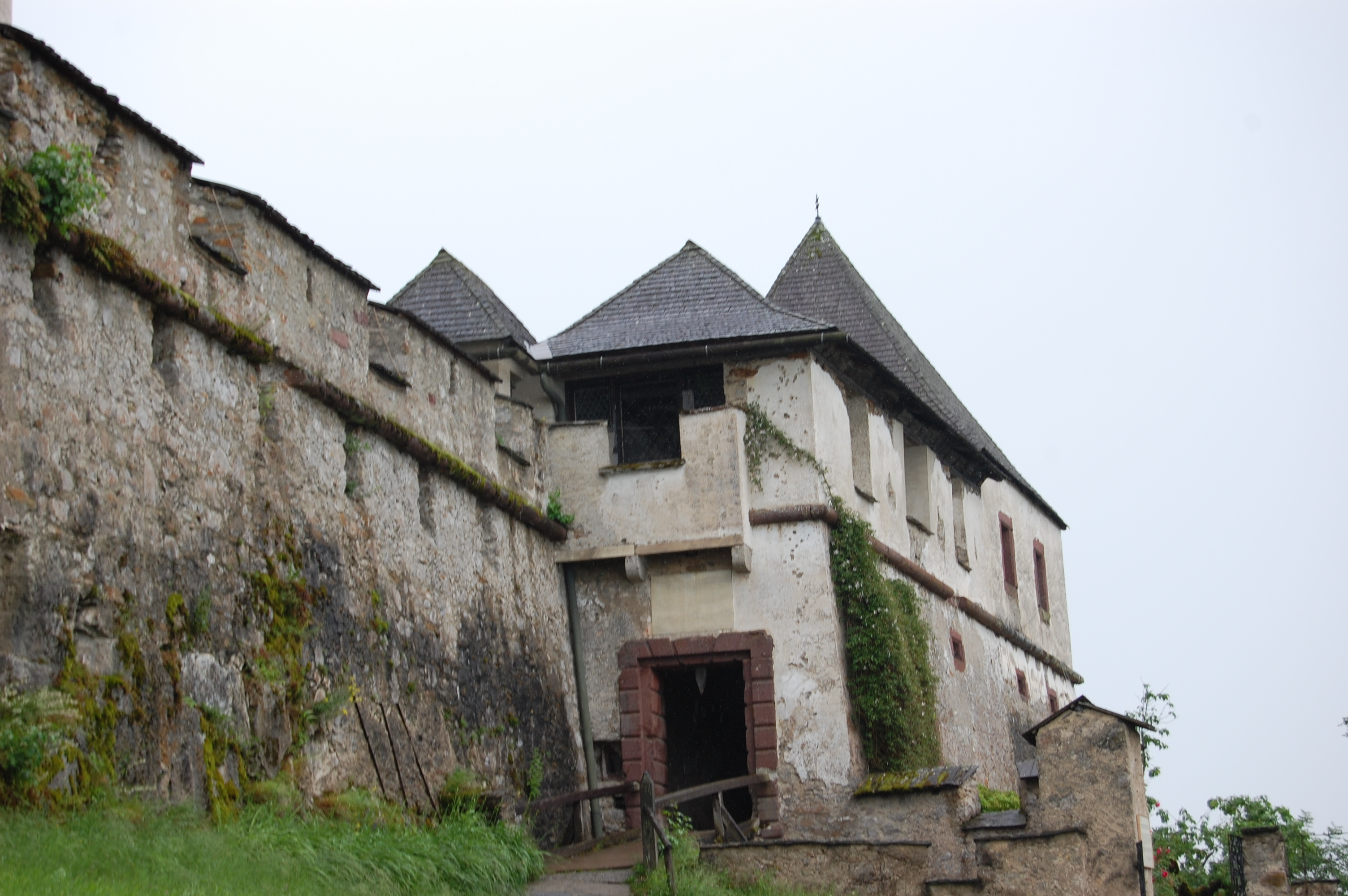
14. brama Kulmer